# Stigand (évêque de Chichester)
Pour les articles homonymes, voir Stigand (homonymie).
Stigand est un prélat normand mort en 1087.
Il remplace Æthelric comme évêque de Selsey, dans le Sussex, en 1070. Vers 1075, il déplace le siège de son évêché à Chichester.